# Holoneurus paneliusi
Holoneurus paneliusi är en tvåvingeart som beskrevs av Junichi Yukawa 1971. Holoneurus paneliusi ingår i släktet Holoneurus och familjen gallmyggor. Inga underarter finns listade i Catalogue of Life.